# عث القمر الآسيوي الأمريكي
عث القمر الآسيوي الأمريكي أو أكتياس (الاسم العلمي: Actias)، جنس حشرات عثية من فصيلة عثيات زحل. تتميز بذيول طويلة في مؤخرة أجنحتها. وهناك عثث أخرى مماثلة لها، الوكتاء وسعداء وجَزْل الأجنحة.
تتغذى غالبية الأنواع في هذا الجنس على أوراق المعية السائلة أو الصنوبر أو أشجار مماثلة. كما هو الحال مع جميع عثيات زحل، تفتقر عثيات القمر الآسيوية الأمريكية البالغة إلى أجزاء فمية وظيفية، لذا فإن عمرها بعد الخروج من الشرنقة يتراوح فقط من بضعة أيام إلى أسبوع.

## الأنواع
- Actias aliena (آرثر باتلر, 1879)
- Actias angulocaudata Naumann & Bouyer, 1998
- Actias apollo Röber, 1923
- Actias artemis (Bremer & جون إدوارد غراي, 1853)
- Actias arianeae (Brechlin, 2007)
- Actias australovietnama Brechlin, 2000
- Actias brevijuxta Nässig & Treadaway, 1997
- Actias callandra كارل جوردن, 1911 – Andaman moon moth
- Actias chapae Mell, 1950
- Actias chrisbrechlinae (Brechlin, 2007)
- Actias dubernardi (Oberthür, 1897) – Chinese luna moth
- Actias dulcinea (Butler, 1881) – Sweetheart moon moth
- Actias felicis (Oberthür, 1896)
- Actias gnoma (آرثر باتلر, 1877) – Japanese moon moth
- Actias groenendaeli Roepke, 1954
- Actias guangxiana Brechlin, 2012
- Actias ignescens Moore, 1877
- Actias isis Sonthonnax, 1897
- Actias kongjiara Chu & Wang, 1993
- Actias laotiana Testout, 1936
- عثة قمرية (كارولوس لينيوس، نظام الطبيعة (كتاب)) – Luna moth
- Actias maenas (Doubleday, 1847) – Malaysian moon moth
- Actias neidhoeferi Ong & Yu, 1968
- Actias ningpoana Fielder, 1862 – Chinese moon moth
- Actias parasinensis Brechlin, 2009
- Actias philippinica Naessig & Treadaway, 1997
- Actias rasa Brechlin & Saldaitis, 2016
- Actias rhodopneuma Roeber, 1925– Pink spirit moth
- Actias rosenbergii (Kaup, 1895)
- Actias seitzi Kalis, 1934
- Actias selene (جاكوب أوبنر, 1806) – Indian moon moth
- Actias sinensis (فرنسيس ووكر, 1855) – South China moon moth
- Actias truncatipennis (Sonthonnax, 1899)
- Actias uljanae (Brechlin, 2007)
- Actias vanschaycki Brechlin, 2013
- Actias winbrechlini (Brechlin, 2007)
- Actias witti (Brechlin, 2007)
- Actias xenia Jordan, [1912]